# Liste der Abgeordneten zum Vorarlberger Landtag (XVII. Gesetzgebungsperiode)
Diese Liste bietet einen Überblick über die Mitglieder des XVII. Vorarlberger Landtags in der Legislaturperiode von 1949 bis 1954.
Der 17. Vorarlberger Landtag wurde bei der Landtagswahl am 9. Oktober 1949 gewählt und hielt am 25. Oktober desselben Jahres seine konstituierende Sitzung ab. Josef Andreas Feuerstein von der ÖVP Vorarlberg wurde in dieser Sitzung zum Landtagspräsidenten gewählt. Zugleich wurden auch die Mitglieder der Landesregierung Ilg II mit ihrem Vorsitzenden Landeshauptmann Ulrich Ilg und sämtliche gewählten Abgeordneten vereidigt. Im 17. Landtag waren 16 Mitglieder der ÖVP, 4 der SPÖ und 6 Abgeordnete der neu gegründeten Wahlpartei der Unabhängigen (WdU) vertreten, wobei die Volkspartei über eine Absolute Mehrheit verfügte. Die ebenfalls zur Landtagswahl angetretene Kommunistische Partei Österreichs war ebenso wie 1945 wegen ihres schlechten Abschneidens im Wahlergebnis nicht im Landtag vertreten.

## Funktionen

### Landtagsabgeordnete
| Name                     | Fraktion | Anmerkungen                                                                  |
| ------------------------ | -------- | ---------------------------------------------------------------------------- |
| Amann Gebhard            | ÖVP      | 1. Landtagsvizepräsident                                                     |
| Aßmann Alwin             | WdU      |                                                                              |
| Bertsch Jakob            | SPÖ      | Landtagsklubvorsitzender der SPÖ                                             |
| Birnbaumer Franz Josef   | ÖVP      |                                                                              |
| Böhler Johann            | WdU      |                                                                              |
| Egele Josef              | WdU      |                                                                              |
| Feuerstein Josef Andreas | ÖVP      | Landtagspräsident                                                            |
| Feuerstein Josef         | ÖVP      |                                                                              |
| Galehr Anton             | ÖVP      |                                                                              |
| Ganahl Hans              | ÖVP      |                                                                              |
| Gohm Josef               | WdU      | 2. Landtagsvizepräsident                                                     |
| Grabher Gebhard          | SPÖ      | ab 26. Oktober 1953 für Franz Katzengruber                                   |
| Greußing Josef           | SPÖ      |                                                                              |
| Ilg Ulrich               | ÖVP      | zugleich auch Landeshauptmann                                                |
| Katzengruber Franz       | SPÖ      | bis 25. Oktober 1953 (Mandatsniederlegung wegen Wechsels in den Nationalrat) |
| Kopf Rudolf              | WdU      |                                                                              |
| Mähr Andreas Josef       | ÖVP      |                                                                              |
| Nagele Michael           | SPÖ      |                                                                              |
| Nesensohn Ambros         | WdU      |                                                                              |
| Rauch Josef              | ÖVP      |                                                                              |
| Reichart Wilhelm         | ÖVP      | ab 19. Dezember 1949                                                         |
| Rhomberg Armin           | ÖVP      |                                                                              |
| Schwärzler Kaspar        | ÖVP      |                                                                              |
| Sprenger Andreas         | ÖVP      | zugleich auch Landesrat für Schule und Kultur                                |
| Tizian Karl              | ÖVP      |                                                                              |
| Ulmer Eduard             | ÖVP      | zugleich auch Landesrat für Wirtschaft, Verkehr und Vermögenssicherung       |
| Vögel Adolf              | ÖVP      | zugleich auch Landesrat für Finanzen, Wasser-, Straßen- und Hochbau          |